# Museo Nacional de Ife
El Museo Nacional de Ife (en inglés: Ife National Museum) es un museo situado en el estado de Osun, Nigeria. El museo se dedica a exponer objetos del antiguo Ife, algunos de los cuales están hechos de terracota o bronce. El museo está administrado por la Comisión Nacional de Museos y Monumentos de Nigeria.

## Historia
El museo se encuentra en un edificio circular de arquitectura colonial que fue construido en 1948. El museo fue abierto al público por primera vez en 1954. Algunos de los objetos del museo fueron robados entre abril de 1993 y noviembre de 1994. Entre los objetos robados del museo se encontraban tres cabezas de terracota, que fueron recuperadas en Francia y devueltas a Nigeria en 1996. En 1938, se encontraron unas cabezas talladas de Ife, estas fueron creadas por el pueblo Yoruba, la mayoría de estos artefactos fueron expuestos en el museo, aunque algunos fueron sacados de Nigeria, esto provocó que el gobierno nigeriano impusiera un control más estricto con respecto a estas antigüedades.

## Colecciones

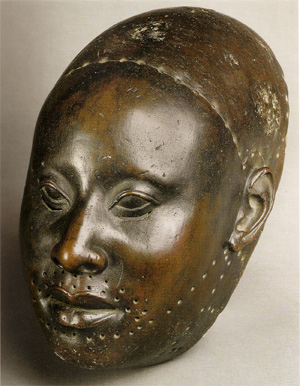
Máscara yoruba del rey Obalufon II (circa 1300) Museo de Ife

El museo contiene colecciones arqueológicas, como objetos de metal y restos humanos. El museo también contiene objetos etnográficos como ropa tradicional y bolsos de cuero. El museo contiene esculturas de piedra y cabezas de terracota. Algunas de las esculturas del museo datan del siglo XIII. El museo contiene una colección de cabezas de bronce de Ife, desenterradas en 1938. El museo cuenta con objetos juju, un sistema de creencias espirituales que incorpora objetos utilizados en África Occidental. El museo contiene máscaras Gẹlẹdẹ, encontradas en 1954 en los alrededores de Ife. Entre los artefactos que posee el museo se encuentran objetos tradicionales utilizados por el pueblo yoruba en la vida cotidiana, como cojines llamados Timutimus, abanicos nativos llamados Abebes, vainas llamadas Ako, ollas de barro, cuchillos, zapatos, además de cinturones de medicina nativa. (Igbadi). Algunas de las cabezas de madera y bronce tienen la boca amordazada, según el etnógrafo, Mathew Ogunmola, esto representaría a los esclavos que fueron asesinados en diferentes santuarios.